# Carpophilus lugubris
Carpophilus lugubris är en skalbaggsart som beskrevs av Murray. Carpophilus lugubris ingår i släktet Carpophilus och familjen glansbaggar. Inga underarter finns listade i Catalogue of Life.

## Bildgalleri

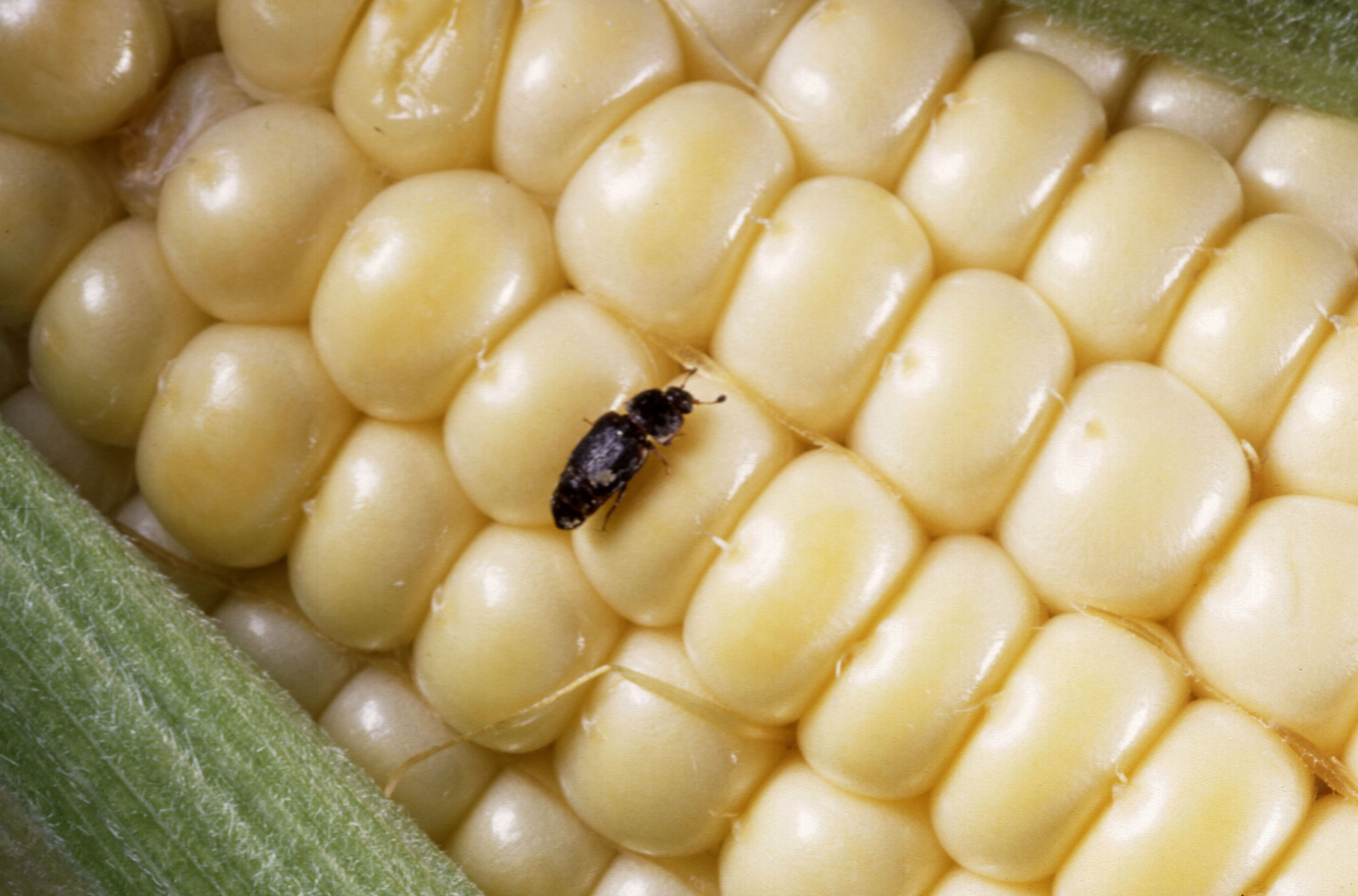